# (118162) 1951 SX
1951 SX, también conocido como (118162) 1951 SX es un asteroide perteneciente a un grupo especial de asteroides que se caracterizan por cruzar la órbita de Marte, (en inglés: Mars-crossing asteroid), y sus órbitas tienen un perihelio entre 1,3 y 1,666 UA y un semieje menor de 3,2 UA. Fue descubierto por Albert George Wilson desde el Observatorio de Palomar en San Diego (Estados Unidos) el 29 de septiembre de 1951. 